# Harry Mayer
Harman (Harry) Mayer (Enschede, 22 oktober 1913 – Lonneker, 11 september 1983) was een Nederlands musicus, componist, muziekpedagoog en musicoloog met een relatief grote bekendheid in Twente
Hij was zoon van huisschilder Johannes Mayer en Ankje Kok. Broer Herman Mayer (1915-1965) was kunstschilder. Hijzelf was twee keer getrouwd, eerst met Lizelotte Maria barones van Ittersum uit het geslacht Van Ittersum, maar scheidde van haar. Zoon Sjoerd Maijer en dochter Mathilde Maijer uit het tweede huwelijk werden respectievelijk ornitholoog en politica (PvdA-Wageningen en gemeenteraadslid aldaar, 2006-2019).
Zijn “ontdekker” was zijn schoolmeester J.A. Ketel, die behalve onderwijzer ook dirigent was van plaatselijke koren en harmonieorkesten. Hij wist de ouders te overtuigen een harmonium aan te schaffen en snel volgden al de eerste muzieklessen (1922). Niet veel later nam Mayer als klarinettist en saxofonist plaats in een van de harmonieorkesten van Ketel. Ketel liet hem toen ook al orgel spelen en zo kon Mayer in 1926 al aan de slag als organist van de Gereformeerde kerk aan de Wilhelminastraat 16-18 te Enschede. Omdat Ketel Mayer nodig had als begeleider van zijn koor, stapte hij wederom naar diens ouders, nu trachtte hij hun over te halen een piano te kopen. Tijdens zijn pianospel viel hij op bij Kees van Baaren, die in overleg met ouders en Ketel de verdere opleiding op zich nam, niet alleen in de muziek, maar ook in de literatuur. Ondertussen speelde Mayer ook enige tijd als violist in een orkestje van A.C. de Hoop. Mayers opleiding op het orgel ging ook gewoon door en wel bij Kuno Stierlin, waarbij hij verder leerde improviseren en kennis maakte met moderne orgelmuziek van Max Reger en Sigfrid Karg-Elert. Mayer brak met de gereformeerde kerk toen deze een rem zetten op zijn verdere loopbaan, gereformeerde musici mochten niet spelen bij katholieke missen, etc.
De crisisjaren waren moeilijk; het bedrijf van zijn vader ging failliet, de lessen die Mayer kon geven werden minder en Mayer zag zich genoodzaakt de lessen bij Van Baaren af te zeggen. Als dank droeg hij zijn eerste werk, een strijkkwartet aan Van Baaren op. De binding met Stierling werd in die dagen ook minder; hij was sympathisant van Nazi-Duitsland waar Mayer steeds minder mee overweg kon.
Mayer moest via allerlei baantjes de Tweede Wereldoorlog door te komen. Hij was enige tijd assistent bij Van Baaren, was leider van een jeugdkoor, moest vluchten voor de arbeidsinzet, werd gevonden en tewerkgesteld, ontsnapte en moest onderduiken.
Na de oorlog ging Mayer in Delden wonen en werken. Hij werd onder meer organist met de Nederlands hervormde kerk. Vanuit Delden was hij betrokken bij de wederopbouw van het muziekleven in Twente. Hij gaf en leidde concerten en gaf muzieklessen. Tegelijkertijd verdiepte hij zich in middeleeuwse en renaissancemuziek als mede in de dodecafonie. Vooral dat laatste was terug te vinden; het beïnvloedde zijn stijl van componeren. Hij werd docent aan de Enschedese Muziekschool en later ook aan het Twents Muzieklyceum. Hij gaf vakken als muziektheorie, muziekgeschiedenis en compositieleer tot aan zijn pensioen. Het gezin verhuisde naar het dorp Lonneker, van waaruit hij nog steeds organist was en koordirigent.
Het is ook de periode dat hij over muziek ging schrijven. Hij werd muziekcriticus bij Tubantia en leverde artikelen aan en was (hoofd)redacteur van Het Orgel. Ook volgden artikelen voor Mens en Melodie met name over moderne componisten als Max Reger en Olivier Messiaen. Hij bleef in de muziekwereld leven als jurylid bij concoursen, examinator bij staatsexamens, schreef een boek over moderne muzieknotatie, verzorgde radio-uitzendingen, etc.  In 1983 publiceerde hij nog beschrijvingen van orgelsymfonieën van Charles-Marie Widor bij een concertreeks van Herman van Vliet.
Robijns noemde een aantal van werken van Mayer:
- 1932: strijkkwartet
- 1946: Toccata en fuga over Psalm 22
- 1954: drie cantates
- 1956: Partita voor hobo en saxofoon
- 1971: Spreuken (a capella-koor)
- 1971: Evangelium
- 1975; Rondo per organo
- 1977: Drie stukken voor cello en piano

Verder nog schreef hij de Deldense suite (voor harmonieorkest), een opera Faust en een Passacaglia over Psalm 73.
In mei 1980 werd hij benoemd tot officier in de Orde van Oranje-Nassau.